# Civate
Civate (lombardul: Civaa) település Olaszországban, Lombardia régióban, Lecco megyében. Lakosainak száma 3685 fő (2023. január 1.). Civate Annone di Brianza, Canzo, Cesana Brianza, Galbiate, Suello és Valmadrera községekkel határos.

## Népesség
A település lakossága az elmúlt években az alábbi módon változott:
| Lakosok száma | 3853 | 3818 | 3685 |
|               | 2017 | 2018 | 2023 |